# Dubicko
Dubicko (deutsch Dubitzko) ist eine Gemeinde in Tschechien. Sie liegt neun Kilometer südöstlich von Zábřeh und gehört zum Okres Šumperk.

## Geographie

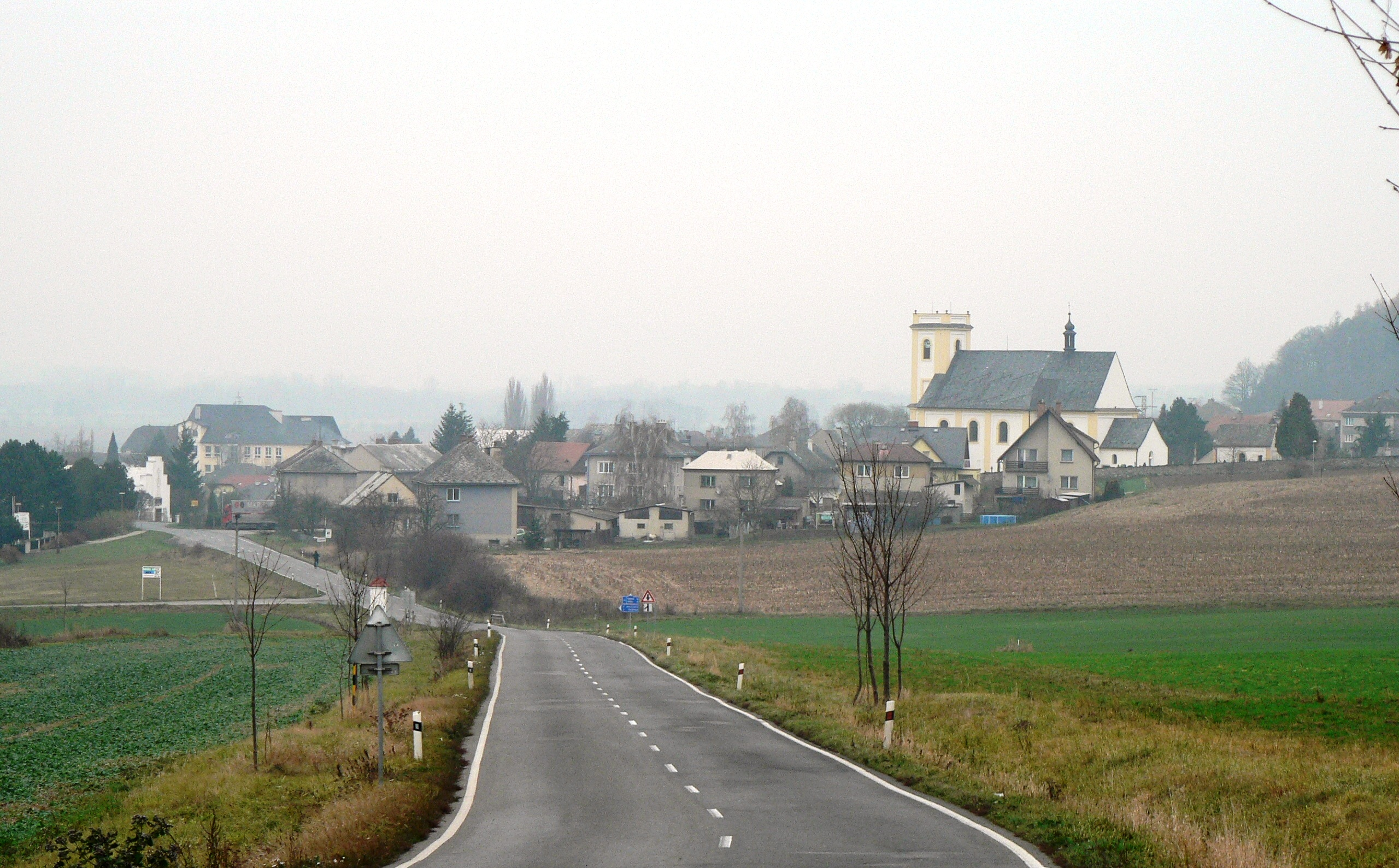
Blick auf Dubicko von der Straße nach Police

Dubicko befindet sich am Abfall der Úsovská vrchovina (Ausseer Hügelland) zur Mohelnická brázda (Müglitzer Furche). Westlich des Dorfes fließt der Marchzufluss Lužní potok. Im Norden erhebt sich die Malá Polanka (450 m).
Nachbarorte sind Hrabová im Norden, Janoslavice im Nordosten, Bezděkov u Úsova, Džbánov und Klopina im Osten, Police und Úsov im Südosten, Třeština und Mohelnice im Süden, Háj, Libivá und Květín im Südwesten, Bohuslavice im Westen sowie Zvole, Teodorov und Rájec im Nordwesten.

## Geschichte
Die Gegend von Dubicko ist seit der Steinzeit besiedelt. Südlich des Dorfes wurde eine Ansiedlung und Grabstätte der Lausitzer Kultur aufgefunden. Erstmals schriftlich erwähnt wurde Dubicko 1253, als Markgraf Ottokar II. Přemysl die Feste Dubicko seinem Oberhofjäger Beneda von Dubicko übergab. Die Herrschaft Dubicko umfasste zu dieser Zeit auch die Dörfer Hrabová, Třeština, Bohuslavice und Ostrov. Die Vladiken von Dubicko erweiterten ihren Besitz noch und errichteten die Burg Brníčko. Seit 1297 ist in Dubicko eine Pfarrkirche nachweisbar. Unter den Enkeln des Beneda von Dubicko begann der Zerfall Herrschaft.
In der Mitte des 14. Jahrhunderts gehörten die Dörfer Dubicko, Rohle, Třeština und Bohuslavice hälftig der Anna von Eulenburg. Besitzer dieses Anteils war ab 1356 Jesco von Wildenberg auf Loschitz. Puta von Wildenberg verkaufte 1371 diesen Teil zuzüglich der Hälfte von Ostrov (Ostrow), Sluhoňov (Sluhoniow) und Janoslavice (Schweine) sowie einem Hof in Olešná (Ulischen) gemeinschaftlich an Bohusch Hecht von Schützendorf (Slavoňov) und Erhard von Mürau. 1376 überließ Erhard von Mürau seinen Teil an Bohusch Hecht.
Die andere Hälfte von Dubicko, Třeština und Bohuslavice gehörte den fünf Brüdern von Otaslavice auf Brníčko. Sie verkauften den Besitz 1358 an Jaroslav von Sternberg auf Zábřeh, der ihn einschließlich acht Huben in Schwibogen seiner Frau Machna von Bílina als Heiratsgut überließ. Nach Jaroslavs Tod brachte Machna die Güter in ihre zweite Ehe mit Tasch von Boskowitz († 1373) ein, den sie ebenfalls überlebte. Der Anteil wurde danach an die Herrschaft Zábřeh angeschlossen und später gelangte auch die restliche Hälfte des Dorfes zu Zábřeh.
1424 eroberten die Hussiten die Feste Dubicko. Seit 1442 gehörten die Güter dem Geschlecht der Tunkl von Brníčko. Gänzlich ruiniert wurde sie 1471, als die Ungarn während des böhmisch-ungarischen Krieges Dubicko und die Burg Brníčko einnahmen. Die Tunkl ließen 1489 in der Müglitzer Furche westlich des Dorfes den Dubitzkoer Teich anlegen. Nordwestlich entstand zur gleichen Zeit der kleinere Raaber Teich. Während des Dreißigjährigen Krieges wurde das Dorf von den Schweden verwüstet. Um 1790 bestand Dubitzko aus 70 Häusern und hatte 536 Einwohner. Im 19. Jahrhundert wurden die beiden alten Tunklschen Fischteiche abgelassen und die Böden landwirtschaftlicher Nutzung zugeführt.
Nach der Aufhebung der Patrimonialherrschaften bildete Dubicko / Dubitzko ab 1850 eine Gemeinde im Bezirk Hohenstadt.
1930 hatte das Dorf 983 Einwohner. Nach dem Münchner Abkommen wurde der Ort dem Deutschen Reich angeschlossen und gehörte bis 1945 zum Landkreis Hohenstadt. 1939 lebten in Dubitzko 1030 Menschen. Nach dem Ende des Zweiten Weltkrieges kam die Gemeinde zur Tschechoslowakei zurück. Zum Ende des Jahres 1960 wurde der Okres Zábřeh aufgelöst und Dubicko dem Okres Šumperk zugeordnet. Zwischen 1976 und 1990 war Hrabová einschließlich Vitošov eingemeindet.

## Gemeindegliederung
Für die Gemeinde Dubicko sind keine Ortsteile ausgewiesen.

## Sehenswürdigkeiten

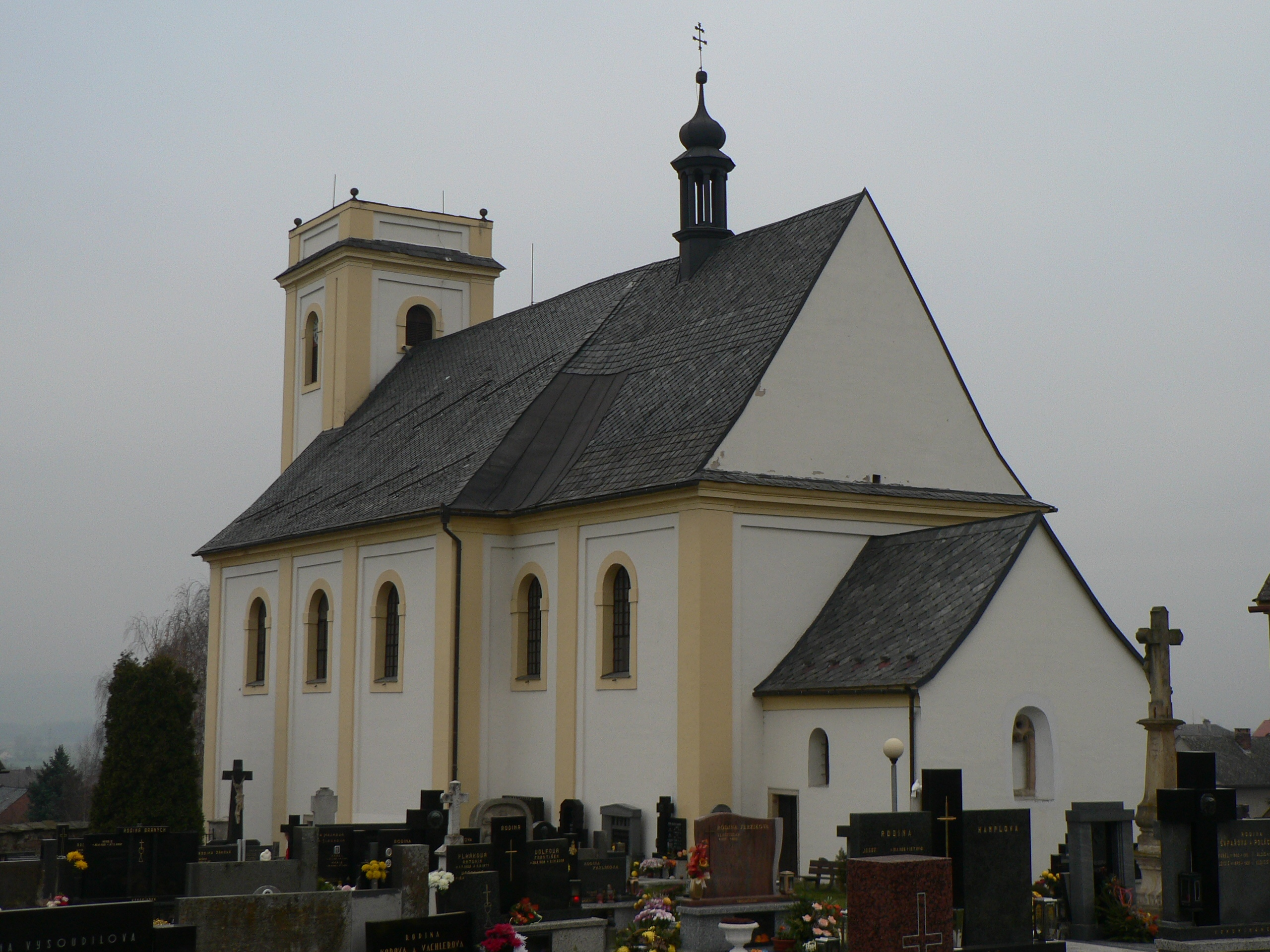
Kirche der Erhebung des hl. Kreuzes

- Barocke Kirche der Erhebung des hl. Kreuzes, sie entstand um 1710. Der aus dem 13. Jahrhundert stammende Chor des gotischen Vorgängerbaus bildet heute die Sakristei. Die Glocke stammt aus dem Jahre 1476.
- Barockes Totenhaus, errichtet zwischen 1710 und 1741 neben der Kirche
- Rokokokruzifix aus dem Jahre 1774, auf dem Friedhof
- Sühnekreuz aus dem 16. Jahrhundert
- Denkmal für die Opfer des Ersten Weltkrieges, geschaffen 1921 von Vojtěch Sucharda
- Grabmal des Armeegenerals und Opfers der Kommunisten Bohumil Boček (1894–1952), auf dem Friedhof
- Kirche der Tschechoslowakischen Hussitischen Gemeinde
- Statue des hl. Josef, auf dem Damm an der March, nordwestlich des Dorfes